# Antonio Janigro
Antonio Janigro (Milano, 21 gennaio 1918 – Milano, 1º maggio 1989) è stato un violoncellista e direttore d'orchestra italiano, fondatore nel 1953 del gruppo da camera I Solisti di Zagabria.

## Biografia
Janigro cominciò lo studio del pianoforte all'età di sei anni, e del violoncello dagli otto. 
A quel tempo gli fu dato un violoncello da Giovanni Berti, che gli impartì anche le sue prime lezioni. Si innamorò immediatamente dello strumento. A Milano studiò con Gilberto Crepax.
Nel 1929 ebbe l'opportunità di suonare per Pablo Casals, il quale scrisse di lui: "Un brillante strumentista con un raffinato senso dello stile che, con sufficiente determinazione, diventerà un autorevole esponente del nostro strumento."
Janigro attese fino al 1934, quando aveva sedici anni, e poi si trasferì a studiare all'École Normale di Parigi. Con Casals e Alexanian, Cortot, Thibaud, Paul Dukas, Nadia Boulanger, Stravinsky e altri. Dinu Lipatti e Ginette Neveu erano i suoi compagni di studio.
Iniziò la carriera di solista immediatamente (1937), suonando in concerto con Dinu Lipatti e Paul Badura-Skoda. Viaggiava spesso in treno tra Milano e Parigi, cercando sempre uno scompartimento vuoto nel quale studiare il violoncello.
Nel 1939, allo scoppio della seconda guerra mondiale, Janigro si trovava in vacanza in Jugoslavia. Il Conservatorio di Zagabria gli offrì un posto di professore di violoncello e musica da camera. 
In quel momento storico egli fondò la scuola del violoncello in Jugoslavia e trovò anche opportunità per lo sviluppo personale. A Zagabria conobbe un altro famoso violoncellista, Rudolf Matz, e insieme fondarono un’associazione che riuniva moltissimi violoncellisti.
Come solista viaggiò molto in Sudamerica e in tutta Europa.

## Direttore d'orchestra
Divenne anche noto come direttore d'orchestra. La Radio di Zagabria gli chiese di formare un'orchestra sinfonica della quale fu il direttore principale e sotto i suoi auspici fu fondata una delle più prestigiose orchestre da camera del suo tempo, «I Solisti di Zagabria», che si esibisce ancora oggi. A Salisburgo diresse la «Camerata Academica» e tenne lezioni di perfezionamento al Mozarteum. Proseguì la sua attività di insegnante anche in Portogallo, Gran Bretagna e Canada e di direttore ospite in molti Paesi europei.
Trascorse il resto della sua vita a Milano, dove morì nel 1989.

## Biografie
Esistono due biografie di Antonio Janigro. La prima è stata pubblicata da Ulrich Bracher in tedesco.
Una seconda biografia/memorie è stata pubblicata dal figlio di Janigro, tradotta anche in italiano.

## Registrazioni
Realizzò oltre 50 registrazioni, ne viene indicata qualcuna:
- Vivaldi: Concerti per diversi strumenti. I Solisti di Zagabria, Direttore Antonio Janigro. The Bach Guild, Vanguard Records Stereolab LP, BG / BGS-70665, anni 1960.
- J. S. Bach: Le 6 suite per violoncello (1954, Westminster/Doremi DHR-8014 ~ 5)
- J. S. Bach: Le 3 Sonate per violoncello e clavicembalo, Robert Veyron-Lacroix (clavicembalo) (1954, Westminster/Doremi DHR-8014 ~ 5)
- Boccherini: Concerto per violoncello in si bemolle maggiore, Prague Symphony Orchestra diretta da Milan Horvat (1948, Westminster/Doremi DHR-8016)
- Antonín Dvořák: Concerto per violoncello in si minore, Janigro - solista, Orchestra dell'Opera di Stato di Vienna diretta da Dean Dixon, (Westminster/ABC Records W-9716)

## Allievi
Tra i suoi allievi figurano:
- Enrico Dindo
- Giovanni Sollima
- Mario Brunello
- Antonio Meneses
- Michael Flaksman